# 叉枝蓼
叉枝蓼（学名：Polygonum tortuosum）为蓼科蓼属下的一个种。

## 扩展阅读
- 維基物種上的相關：叉枝蓼